# Дамиан (Хупения)
Епи́скоп Дамиа́н (груз. ეპისკოპოსი დამიანე, в миру Мамука (Омар) Константинович Хупения, груз. მამუკა (ომარ) კონსტანტინეს ძე ხუფენია; 6 августа 1959, Сухуми — 30 июля 2022, Мартоф, Квемо-Картли) — епископ Грузинской православной церкви, епископ Самтависский и Каспский.

## Биография
В 1976 году окончил среднюю школу № 16 в Сухуми и в том же году поступил в Грузинский сельскохозяйственный институт. В течение многих лет он работал на Сухумской табачной фабрике.
В 1992—1993 годах он воевал в Абхазии в составе отряда «Скорпион», 23-я бригада.
В 1999 году стал помощником епископа Сагареджойского Андрея (Гвазавы). В 2002 года перешёл в Самтависскую и Горийскую епархию вслед за переведённым туда епископом Андреем.
2 января 2004 года епископом Андреем (Гвазавой) был пострижен в монашество с именем Дамиан. 4 сентября того же года в Богородице-Рождественском соборе в Гори тем же епископом был рукоположён в сан иеродиакона. 28 августа 2005 года там же тем же епископом был рукоположён в сан иеромонаха.
16 сентября 2008 года указом президента Грузии Михаила Саакашвили был награждён орденом Почёта «за выдающийся героизм во время российской агрессии в августе 2008 года».
11 октября 2013 года решением Священного синода Грузинской православной церкви был избран епископом Самтависским и Каспским. 3 ноября в соборе Светицховели католикос-патриарх всея Грузии Илия II возглавил его епископскую хиротонию.
Погиб в автокатастрофе вблизи Мартофа, Квемо-Картли, 30 июля 2022 года.